# Tang Bin
Tang Bin (chinesisch 唐賓 / 唐宾, Pinyin Táng Bīn; * 25. April 1986 in Fengcheng) ist eine chinesische Ruderin.
Tang Bin begann 2000 mit dem Rudersport. Von 2006 bis 2013 war sie im Weltcup aktiv. Bei den Weltmeisterschaften 2006 in Eton belegte der chinesische Doppelvierer in der Besetzung Tang Bin, Xi Aihua, Gao Yulan und Feng Guixin den vierten Platz hinter den Britinnen, Australierinnen und Deutschen, der russische Doppelvierer war disqualifiziert worden. Beim Weltcup in Amsterdam 2007 siegte der chinesische Doppelvierer mit Tang Bin, Jin Ziwei, Xi Aihua und Feng Guixin. Bei den Weltmeisterschaften in München gewann der chinesische Doppelvierer die Bronzemedaille hinter den Britinnen und den Deutschen. Die vier Ruderinnen, die 2007 Weltmeisterschaftsbronze gewonnen hatten, siegten 2008 bei der Weltcupregatta in Luzern. Bei den Olympischen Spielen 2008 in Peking saß Zhang Yangyang für Feng Giuxin im Boot. Vor heimischem Publikum gewannen die vier Chinesinnen die Goldmedaille im Doppelvierer, die erste und bislang (Stand 2012) einzige olympische Rudergoldmedaille für die Volksrepublik China. 
Nach einer Pause 2009 ruderte Tang Bin 2010 wieder bei internationalen Regatten und belegte zusammen mit Tian Liang den achten Platz im Doppelzweier bei den Weltmeisterschaften auf dem Lake Karapiro. 2011 in Bled erreichte sie mit dem Doppelvierer den fünften Platz im A-Finale. Den fünften Platz belegte der chinesische Doppelvierer mit Tang Bin auch bei den Olympischen Spielen 2012.